# Euxoa olympica
Euxoa olympica là một loài bướm đêm trong họ Noctuidae.